# Alanis Morissette/Diskografie
Diese Diskografie ist eine Übersicht über die musikalischen Werke der kanadisch-US-amerikanischen Pop-Sängerin Alanis Morissette. Den Quellenangaben und Schallplattenauszeichnungen zufolge verkaufte sie bisher mehr als 46,3 Millionen Tonträger. Ihre erfolgreichste Veröffentlichung ist das Album Jagged Little Pill mit über 30 Millionen verkauften Einheiten.

## Alben

### Studioalben
| Jahr | Titel Musiklabel                                             | Höchstplatzierung, Gesamtwochen, AuszeichnungChartplatzierungen (Jahr, Titel, Musiklabel, Platzierungen, Wochen, Auszeichnungen, Anmerkungen) | Höchstplatzierung, Gesamtwochen, AuszeichnungChartplatzierungen (Jahr, Titel, Musiklabel, Platzierungen, Wochen, Auszeichnungen, Anmerkungen) | Höchstplatzierung, Gesamtwochen, AuszeichnungChartplatzierungen (Jahr, Titel, Musiklabel, Platzierungen, Wochen, Auszeichnungen, Anmerkungen) | Höchstplatzierung, Gesamtwochen, AuszeichnungChartplatzierungen (Jahr, Titel, Musiklabel, Platzierungen, Wochen, Auszeichnungen, Anmerkungen) | Höchstplatzierung, Gesamtwochen, AuszeichnungChartplatzierungen (Jahr, Titel, Musiklabel, Platzierungen, Wochen, Auszeichnungen, Anmerkungen) | Höchstplatzierung, Gesamtwochen, AuszeichnungChartplatzierungen (Jahr, Titel, Musiklabel, Platzierungen, Wochen, Auszeichnungen, Anmerkungen) | Anmerkungen                                                  |
| Jahr | Titel Musiklabel                                             | DE | AT | CH | UK | US | CA | Anmerkungen                                                  |
| ---- | ------------------------------------------------------------ | --- | --- | --- | --- | --- | --- | ------------------------------------------------------------ |
| 1991 | Alanis MCA Records (MCA)                                     | — | — | — | — | — | CA— PlatinCA | Erstveröffentlichung: 6. April 1991 Verkäufe: + 100.000      |
| 1992 | Now Is the Time MCA Records (MCA)                            | — | — | — | — | — | — | Erstveröffentlichung: 1. August 1992                         |
| 1995 | Jagged Little Pill Maverick (WMG)                            | DE3 ×2Doppelplatin · (90 Wo.)DE | AT2 ×2Doppelplatin · (47 Wo.)AT | CH2 Platin · (57 Wo.)CH | UK1 ×10Zehnfachplatin · (221 Wo.)UK | US1 ×7Diamant + Siebenfachplatin · (127 Wo.)US                                                                                                | CA7 ×2Doppeldiamant · (7 Wo.)CA | Erstveröffentlichung: 9. Juni 1995 Verkäufe: + 30.005.000    |
| 1995 | Jagged Little Pill Acoustic Maverick (WMG)                   | DE15 (5 Wo.)DE | AT9 (10 Wo.)AT | CH5 (10 Wo.)CH | UK12 Gold · (6 Wo.)UK | US50 (9 Wo.)US | CA19 (… Wo.)CA | Neuaufluage: 13. Juni 2005 Verkäufe: + 100.000               |
| 1998 | Supposed Former Infatuation Junkie Maverick (WMG)            | DE1 Platin · (43 Wo.)DE | AT3 Platin · (34 Wo.)AT | CH1 Platin · (32 Wo.)CH | UK3 Platin · (26 Wo.)UK | US1 ×3Dreifachplatin · (28 Wo.)US | CA2 ×4Vierfachplatin · (15 Wo.)CA | Erstveröffentlichung: 3. November 1998 Verkäufe: + 6.185.000 |
| 2002 | Under Rug Swept Maverick (WMG)                               | DE1 Gold · (27 Wo.)DE | AT1 Gold · (19 Wo.)AT | CH1 Platin · (32 Wo.)CH | UK2 Gold · (13 Wo.)UK | US1 Platin · (24 Wo.)US | CA1 Platin · (4 Wo.)CA | Erstveröffentlichung: 26. Februar 2002 Verkäufe: + 2.525.000 |
| 2004 | So-Called Chaos Maverick (WMG)                               | DE1 Gold · (19 Wo.)DE | AT1 Gold · (20 Wo.)AT | CH2 Platin · (19 Wo.)CH | UK8 Silber · (5 Wo.)UK | US5 (14 Wo.)US | CA2 (2 Wo.)CA | Erstveröffentlichung: 18. Mai 2004 Verkäufe: + 240.000       |
| 2008 | Flavors of Entanglement Maverick (WMG)                       | DE8 (12 Wo.)DE | AT3 (12 Wo.)AT | CH1 Gold · (16 Wo.)CH | UK15 (3 Wo.)UK | US8 (11 Wo.)US | CA3 (3 Wo.)CA | Erstveröffentlichung: 2. Juni 2008 Verkäufe: + 10.000        |
| 2012 | Havoc and Bright Lights Collective Sounds (RED Distribution) | DE2 Gold · (22 Wo.)DE | AT1 (10 Wo.)AT | CH1 (10 Wo.)CH | UK12 Silber · (2 Wo.)UK | US5 (5 Wo.)US | CA1 (2 Wo.)CA | Erstveröffentlichung: 24. August 2012 Verkäufe: + 160.000    |
| 2020 | Such Pretty Forks in the Road Crush Music (Thirty Tigers)    | DE4 (5 Wo.)DE | AT4 (4 Wo.)AT | CH2 (6 Wo.)CH | UK8 (1 Wo.)UK | US16 (1 Wo.)US | CA14 (2 Wo.)CA | Erstveröffentlichung: 31. Juli 2020                          |
| 2022 | The Storm Before the Calm Epiphany Music (Thirty Tigers)     | — | — | CH26 (1 Wo.)CH | — | — | — | Erstveröffentlichung: 17. Juni 2022                          |

### Livealben
| Jahr | Titel                                       | Höchstplatzierung, Gesamtwochen, AuszeichnungChartplatzierungen (Jahr, Titel, , Platzierungen, Wochen, Auszeichnungen, Anmerkungen) | Höchstplatzierung, Gesamtwochen, AuszeichnungChartplatzierungen (Jahr, Titel, , Platzierungen, Wochen, Auszeichnungen, Anmerkungen) | Höchstplatzierung, Gesamtwochen, AuszeichnungChartplatzierungen (Jahr, Titel, , Platzierungen, Wochen, Auszeichnungen, Anmerkungen) | Höchstplatzierung, Gesamtwochen, AuszeichnungChartplatzierungen (Jahr, Titel, , Platzierungen, Wochen, Auszeichnungen, Anmerkungen) | Höchstplatzierung, Gesamtwochen, AuszeichnungChartplatzierungen (Jahr, Titel, , Platzierungen, Wochen, Auszeichnungen, Anmerkungen) | Höchstplatzierung, Gesamtwochen, AuszeichnungChartplatzierungen (Jahr, Titel, , Platzierungen, Wochen, Auszeichnungen, Anmerkungen) | Anmerkungen                                                  |
| Jahr | Titel                                       | DE | AT | CH | UK | US | CA | Anmerkungen                                                  |
| ---- | ------------------------------------------- | --- | --- | --- | --- | --- | --- | ------------------------------------------------------------ |
| 1999 | MTV Unplugged Maverick (WMG)                | DE5 Platin · (19 Wo.)DE | AT5 Gold · (29 Wo.)AT | CH4 (27 Wo.)CH | UK56 Gold · (6 Wo.)UK | US63 Gold · (14 Wo.)US | CA50 (… Wo.)CA | Erstveröffentlichung: 9. November 1999 Verkäufe: + 2.815.000 |
| 2013 | Live at Montreux 2012 Eagle Records (Eagle) | DE58 (1 Wo.)DE | — | — | — | — | — | Erstveröffentlichung: 19. April 2013                         |

### Kompilationen
| Jahr | Titel                           | Höchstplatzierung, Gesamtwochen, AuszeichnungChartplatzierungen (Jahr, Titel, , Platzierungen, Wochen, Auszeichnungen, Anmerkungen) | Höchstplatzierung, Gesamtwochen, AuszeichnungChartplatzierungen (Jahr, Titel, , Platzierungen, Wochen, Auszeichnungen, Anmerkungen) | Höchstplatzierung, Gesamtwochen, AuszeichnungChartplatzierungen (Jahr, Titel, , Platzierungen, Wochen, Auszeichnungen, Anmerkungen) | Höchstplatzierung, Gesamtwochen, AuszeichnungChartplatzierungen (Jahr, Titel, , Platzierungen, Wochen, Auszeichnungen, Anmerkungen) | Höchstplatzierung, Gesamtwochen, AuszeichnungChartplatzierungen (Jahr, Titel, , Platzierungen, Wochen, Auszeichnungen, Anmerkungen) | Höchstplatzierung, Gesamtwochen, AuszeichnungChartplatzierungen (Jahr, Titel, , Platzierungen, Wochen, Auszeichnungen, Anmerkungen) | Anmerkungen                                                 |
| Jahr | Titel                           | DE | AT | CH | UK | US | CA | Anmerkungen                                                 |
| ---- | ------------------------------- | --- | --- | --- | --- | --- | --- | ----------------------------------------------------------- |
| 2004 | iTunes Originals Maverick (WMG) | — | — | — | — | — | — | Erstveröffentlichung: 7. Juni 2004                          |
| 2005 | The Collection Maverick (WMG)   | DE18 Gold · (13 Wo.)DE | AT12 (11 Wo.)AT | CH9 (14 Wo.)CH | UK44 Platin · (5 Wo.)UK | US51 (10 Wo.)US | — | Erstveröffentlichung: 15. November 2005 Verkäufe: + 400.000 |

### EPs
| Jahr | Titel Musiklabel                              | Anmerkungen                            |
| ---- | --------------------------------------------- | -------------------------------------- |
| 1995 | Space Cakes Maverick (WMG)                    | Erstveröffentlichung: 25. Oktober 1995 |
| 2022 | Last Christmas Epiphany Music (Thirty Tigers) | Erstveröffentlichung: 3. November 2022 |

## Singles
| Jahr | Titel Album                                         | Höchstplatzierung, Gesamtwochen, AuszeichnungChartplatzierungen (Jahr, Titel, Album, Platzierungen, Wochen, Auszeichnungen, Anmerkungen) | Höchstplatzierung, Gesamtwochen, AuszeichnungChartplatzierungen (Jahr, Titel, Album, Platzierungen, Wochen, Auszeichnungen, Anmerkungen) | Höchstplatzierung, Gesamtwochen, AuszeichnungChartplatzierungen (Jahr, Titel, Album, Platzierungen, Wochen, Auszeichnungen, Anmerkungen) | Höchstplatzierung, Gesamtwochen, AuszeichnungChartplatzierungen (Jahr, Titel, Album, Platzierungen, Wochen, Auszeichnungen, Anmerkungen) | Höchstplatzierung, Gesamtwochen, AuszeichnungChartplatzierungen (Jahr, Titel, Album, Platzierungen, Wochen, Auszeichnungen, Anmerkungen) | Höchstplatzierung, Gesamtwochen, AuszeichnungChartplatzierungen (Jahr, Titel, Album, Platzierungen, Wochen, Auszeichnungen, Anmerkungen) | Anmerkungen                                                                                          |
| Jahr | Titel Album                                         | DE | AT | CH | UK | US | CA | Anmerkungen                                                                                          |
| --- | --------------------------------------------------- | --- | --- | --- | --- | --- | --- | --- |
| 1991 | Fate Stay with Me –                                 | — | — | — | — | — | — | Erstveröffentlichung: 1987                                                                           |
| 1991 | Too Hot Alanis                                      | — | — | — | — | — | CA14 (… Wo.)CA | Erstveröffentlichung: Mai 1991                                                                       |
| 1991 | Walk Away Alanis                                    | — | — | — | — | — | CA35 (… Wo.)CA | Erstveröffentlichung: 1991                                                                           |
| 1991 | Feel Your Love Alanis                               | — | — | — | — | — | CA24 (… Wo.)CA | Erstveröffentlichung: September 1991                                                                 |
| 1992 | Plastic Alanis                                      | — | — | — | — | — | CA67 (… Wo.)CA | Erstveröffentlichung: 1992                                                                           |
| 1992 | An Emotion Away Now Is the Time                     | — | — | — | — | — | CA24 (… Wo.)CA | Erstveröffentlichung: 25. November 1992                                                              |
| 1993 | No Apologies Now Is the Time                        | — | — | — | — | — | CA14 (… Wo.)CA | Erstveröffentlichung: 3. Februar 1993                                                                |
| 1993 | Real World Now Is the Time                          | — | — | — | — | — | CA85 (… Wo.)CA | Erstveröffentlichung: 31. Mai 1993                                                                   |
| 1993 | (Change Is) Never a Waste of Time Now Is the Time   | — | — | — | — | — | CA30 (… Wo.)CA | Erstveröffentlichung: 21. September 1993                                                             |
| 1995 | You Oughta Know Jagged Little Pill                  | — | — | — | UK22 Platin · (7 Wo.)UK | US6 (30 Wo.)US | CA20 (… Wo.)CA | Erstveröffentlichung: 6. Juli 1995 Verkäufe: + 670.000                                               |
| 1995 | Hand in My Pocket Jagged Little Pill                | — | — | — | UK26 Gold · (3 Wo.)UK | — | CA1 (… Wo.)CA | Erstveröffentlichung: 30. Oktober 1995 Verkäufe: + 430.000                                           |
| 1996 | Ironic Jagged Little Pill                           | DE8 (25 Wo.)DE | — | CH9 (20 Wo.)CH | UK11 ×2Doppelplatin · (13 Wo.)UK | US4 Gold · (32 Wo.)US | CA1 (… Wo.)CA | Erstveröffentlichung: 27. Februar 1996 Verkäufe: + 2.040.000                                         |
| 1996 | You Learn Jagged Little Pill                        | — | — | — | UK24 Silber · (4 Wo.)UK | — | CA1 (… Wo.)CA | Erstveröffentlichung: 9. Juli 1996 Verkäufe: + 200.000; in US als B-Seite von You Oughta Know (1995) |
| 1996 | Head over Feet Jagged Little Pill                   | DE73 (10 Wo.)DE | — | — | UK7 Silber · (7 Wo.)UK | — | CA1 (… Wo.)CA | Erstveröffentlichung: 16. September 1996 Verkäufe: + 235.000                                         |
| 1996 | All I Really Want Jagged Little Pill                | — | — | — | UK59 (2 Wo.)UK | — | — | Erstveröffentlichung: 1. Dezember 1996                                                               |
| 1998 | Thank U Supposed Former Infatuation Junkie          | DE19 (15 Wo.)DE | AT10 (14 Wo.)AT | CH18 (19 Wo.)CH | UK5 Gold · (12 Wo.)UK | US17 (11 Wo.)US | CA1 (… Wo.)CA | Erstveröffentlichung: 12. Oktober 1998 Verkäufe: + 445.000                                           |
| 1999 | Joining You Supposed Former Infatuation Junkie      | DE28 (9 Wo.)DE | AT26 (7 Wo.)AT | CH46 (1 Wo.)CH | UK28 (2 Wo.)UK | — | CA30 (… Wo.)CA | Erstveröffentlichung: 3. Januar 1999                                                                 |
| 1999 | Unsent Supposed Former Infatuation Junkie           | — | — | — | — | US58 (6 Wo.)US | CA9 (… Wo.)CA | Erstveröffentlichung: 15. März 1999                                                                  |
| 1999 | So Pure Supposed Former Infatuation Junkie          | — | — | — | UK38 (2 Wo.)UK | — | CA14 (… Wo.)CA | Erstveröffentlichung: 14. Juni 1999                                                                  |
| 1999 | That I Would Be Good (Unplugged) MTV Unplugged      | — | — | — | — | — | — | Erstveröffentlichung: 1999                                                                           |
| 1999 | You Learn (Unplugged) MTV Unplugged                 | — | — | — | — | — | — | Erstveröffentlichung: 1999                                                                           |
| 2000 | King of Pain (Unplugged) MTV Unplugged              | — | — | — | — | — | — | Erstveröffentlichung: 19. April 2000                                                                 |
| 2002 | Hands Clean Under Rug Swept                         | DE18 (9 Wo.)DE | AT12 (11 Wo.)AT | CH5 (17 Wo.)CH | UK12 (9 Wo.)UK | US23 (20 Wo.)US | CA1 (… Wo.)CA | Erstveröffentlichung: 8. Januar 2002                                                                 |
| 2002 | Precious Illusions Under Rug Swept                  | DE77 (1 Wo.)DE | — | CH95 (2 Wo.)CH | UK53 (2 Wo.)UK | — | CA4 (… Wo.)CA | Erstveröffentlichung: 5. August 2002                                                                 |
| 2004 | Everything So-Called Chaos                          | DE29 (9 Wo.)DE | AT12 (12 Wo.)AT | CH22 (12 Wo.)CH | UK22 (3 Wo.)UK | US76 (9 Wo.)US | CA3 (… Wo.)CA | Erstveröffentlichung: 13. April 2004 Verkäufe: + 200.000                                             |
| 2004 | Out Is Through So-Called Chaos                      | DE75 (4 Wo.)DE | — | CH67 (1 Wo.)CH | UK56 (2 Wo.)UK | — | — | Erstveröffentlichung: 5. Juli 2004                                                                   |
| 2004 | Eight Easy Steps So-Called Chaos                    | — | — | — | — | — | — | Erstveröffentlichung: 26. Oktober 2004                                                               |
| 2005 | Crazy The Collection                                | DE38 (11 Wo.)DE | AT20 (12 Wo.)AT | CH31 (23 Wo.)CH | UK65 (1 Wo.)UK | — | CA29 (… Wo.)CA | Erstveröffentlichung: 4. November 2005                                                               |
| 2008 | Underneath Flavors of Entanglement                  | DE46 (9 Wo.)DE | AT20 (8 Wo.)AT | CH16 (12 Wo.)CH | UK99 (1 Wo.)UK | — | CA15 (6 Wo.)CA | Erstveröffentlichung: 15. April 2008 Verkäufe: + 250.000                                             |
| 2008 | Not as We Flavors of Entanglement                   | — | — | — | — | — | — | Erstveröffentlichung: 30. November 2008                                                              |
| 2012 | Guardian Havoc and Bright Lights                    | DE13 Gold · (22 Wo.)DE | AT11 (20 Wo.)AT | CH12 (10 Wo.)CH | — | — | CA41 (20 Wo.)CA | Erstveröffentlichung: 11. Mai 2012 Verkäufe: + 165.000                                               |
| 2012 | Receive Havoc and Bright Lights                     | DE73 (3 Wo.)DE | — | — | — | — | — | Erstveröffentlichung: 3. Dezember 2012                                                               |
| 2019 | Reasons I Drink Such Pretty Forks in the Road       | — | — | — | — | — | — | Erstveröffentlichung: 2. Dezember 2019                                                               |
| 2020 | Smiling Such Pretty Forks in the Road               | — | — | — | — | — | — | Erstveröffentlichung: 21. Februar 2020                                                               |
| 2020 | Diagnosis Such Pretty Forks in the Road             | — | — | — | — | — | — | Erstveröffentlichung: 24. April 2020                                                                 |
| 2020 | Reckoning Such Pretty Forks in the Road             | — | — | — | — | — | — | Erstveröffentlichung: 10. Juli 2020                                                                  |
| 2021 | Predator –                                          | — | — | — | — | — | — | Erstveröffentlichung: 5. März 2021                                                                   |
| 2021 | I Miss the Band –                                   | — | — | — | — | — | — | Erstveröffentlichung: 16. April 2021                                                                 |
| 2021 | Rest –                                              | — | — | — | — | — | — | Erstveröffentlichung: 20. Mai 2021                                                                   |
| 2021 | On the Road Again –                                 | — | — | — | — | — | — | Erstveröffentlichung: 1. Juni 2021 mit Willie Nelson                                                 |
| 2022 | Olive Branch –                                      | — | — | — | — | — | — | Erstveröffentlichung: 11. März 2022                                                                  |
| 2022 | Safety—Empath in Paradise The Storm Before the Calm | — | — | — | — | — | — | Erstveröffentlichung: 18. Mai 2022                                                                   |
| 2022 | Little Drummer Boy Last Christmas                   | — | — | — | — | — | — | Erstveröffentlichung: 9. Dezember 2022                                                               |
| 2023 | No Return –                                         | — | — | — | — | — | — | Erstveröffentlichung: 14. April 2023                                                                 |
| Folgende Lieder erschienen nicht als Single, wurden aber durch das Album zum Download und Streaming bereitgestellt und konnten somit eine Platzierung erlangen: |                                                     | | | | | | | |
| |                                                     | | | | | | | |
| 2008 | Madness Flavors of Entanglement                     | — | — | — | — | — | CA99 (… Wo.)CA | |
| 2008 | The Guy Who Leaves Flavors of Entanglement          | — | — | — | — | — | CA72 (… Wo.)CA | |

## Videoalben
| Jahr | Titel                     | Höchstplatzierung, Gesamtwochen, AuszeichnungChartplatzierungen (Jahr, Titel, Platzierungen, Wochen, Auszeichnungen, Anmerkungen) | Höchstplatzierung, Gesamtwochen, AuszeichnungChartplatzierungen (Jahr, Titel, Platzierungen, Wochen, Auszeichnungen, Anmerkungen) | Höchstplatzierung, Gesamtwochen, AuszeichnungChartplatzierungen (Jahr, Titel, Platzierungen, Wochen, Auszeichnungen, Anmerkungen) | Höchstplatzierung, Gesamtwochen, AuszeichnungChartplatzierungen (Jahr, Titel, Platzierungen, Wochen, Auszeichnungen, Anmerkungen) | Höchstplatzierung, Gesamtwochen, AuszeichnungChartplatzierungen (Jahr, Titel, Platzierungen, Wochen, Auszeichnungen, Anmerkungen) | Höchstplatzierung, Gesamtwochen, AuszeichnungChartplatzierungen (Jahr, Titel, Platzierungen, Wochen, Auszeichnungen, Anmerkungen) | Anmerkungen                             |
| Jahr | Titel                     | DE | AT | CH | UK | US | CA | Anmerkungen                             |
| ---- | ------------------------- | --- | --- | --- | --- | --- | --- | --------------------------------------- |
| 1997 | Jagged Little Pill (Live) | — | — | — | UK1 Gold · (64 Wo.)UK | — | — | Erstveröffentlichung: 1997              |
| 2002 | Feast on Scraps           | — | — | — | UK3 (8 Wo.)UK | US194 (1 Wo.)US | — | Erstveröffentlichung: 10. Dezember 2002 |
| 2002 | Live in the Navajo Nation | — | — | — | — | — | — | Erstveröffentlichung: 2002              |
| 2005 | VH1 Storytellers          | — | AT10 (3 Wo.)AT | — | — | — | — | Erstveröffentlichung: 26. April 2005    |
| 2013 | Live at Montreux 2012     | — | — | CH5 (2 Wo.)CH | UK9 (4 Wo.)UK | — | — | Erstveröffentlichung: 21. April 2013    |

## Boxsets
| Jahr | Titel Musiklabel                     | Anmerkungen                   |
| ---- | ------------------------------------ | ----------------------------- |
| 1996 | The Singles Box Maverick (WMG)       | Erstveröffentlichung: 2019962 |
| 2012 | Original Album Series Maverick (WMG) | Erstveröffentlichung: 2012    |

## Promoveröffentlichungen
Promo-Singles
- 1998: Uninvited
- 2001: Utopia
- 2002: Flinch
- 2002: 21 Things I Want in a Lover
- 2002: Surrendering
- 2002: Simple Together
- 2003: So Unsexy
- 2004: Excuses
- 2005: Wunderkind
- 2008: In Praise of the Vulnerable Man
- 2011: Into a King
- 2014: Today
- 2014: The Morning

## Statistik

### Chartauswertung
|                     | DE     | AT     | CH     | UK     | US     | CA    |
| ------------------- | ------ | ------ | ------ | ------ | ------ | ----- |
| Nummer-eins-Alben   | DE3DE  | AT3AT  | CH4CH  | UK1UK  | US3US  | CA2CA |
| Top-10-Alben        | DE8DE  | AT10AT | CH10CH | UK5UK  | US6US  | CA6CA |
| Alben in den Charts | DE11DE | AT11AT | CH11CH | UK10UK | US11US | CA9CA |

|                       | DE     | AT    | CH     | UK     | US    | CA     |
| --------------------- | ------ | ----- | ------ | ------ | ----- | ------ |
| Nummer-eins-Singles   | DE—DE  | AT—AT | CH—CH  | UK—UK  | US—US | CA6CA  |
| Top-10-Singles        | DE1DE  | AT1AT | CH2CH  | UK2UK  | US2US | CA9CA  |
| Singles in den Charts | DE12DE | AT7AT | CH10CH | UK15UK | US6US | CA23CA |

|                          | DE    | AT    | CH    | UK    | US    | CA    |
| ------------------------ | ----- | ----- | ----- | ----- | ----- | ----- |
| Nummer-eins-Videoalben   | DE—DE | AT—AT | CH—CH | UK1UK | US—US | CA—CA |
| Top-10-Videoalben        | DE—DE | AT1AT | CH1CH | UK3UK | US—US | CA—CA |
| Videoalben in den Charts | DE—DE | AT1AT | CH1CH | UK3UK | US1US | CA—CA |

### Auszeichnungen für Musikverkäufe
| Land/RegionAuszeichnungen für Musikverkäufe (Land/Region, Auszeichnungen, Verkäufe, Quellen) | Silber     | Gold       | Platin         | Diamant     | Verkäufe     | Quellen                                                     |
| -------------------------------------------------------------------------------------------- | ---------- | ---------- | -------------- | ----------- | ------------ | ----------------------------------------------------------- |
| Argentinien (CAPIF)                                                                          | —          | 2× Gold2   | Platin1        | —           | 120.000      | capif.org.ar (Memento vom 6. Juli 2011 im Internet Archive) |
| Australien (ARIA)                                                                            | —          | 4× Gold4   | 19× Platin19   | —           | 1.455.000    | aria.com.au                                                 |
| Belgien (BRMA)                                                                               | —          | 3× Gold3   | 2× Platin2     | —           | 175.000      | ultratop.be                                                 |
| Brasilien (PMB)                                                                              | —          | 3× Gold3   | 4× Platin4     | Diamant1    | 1.300.000    | pro-musicabr.org.br BR2                                     |
| Chile (IFPI)                                                                                 | —          | Gold1      | 2× Platin2     | —           | 65.000       | Einzelnachweise                                             |
| Dänemark (IFPI)                                                                              | —          | 2× Gold2   | 10× Platin10   | —           | 295.000      | ifpi.dk hitlisten.nu                                        |
| Deutschland (BVMI)                                                                           | —          | 5× Gold5   | 4× Platin4     | —           | 2.300.000    | musikindustrie.de                                           |
| Europa (IFPI)                                                                                | —          | —          | 11× Platin11   | —           | (11.000.000) | ifpi.org (Memento vom 1. Januar 2014 im Internet Archive)   |
| Finnland (IFPI)                                                                              | —          | Gold1      | Platin1        | —           | 86.706       | ifpi.fi                                                     |
| Frankreich (SNEP)                                                                            | Silber1    | 4× Gold4   | Platin1        | —           | 825.000      | infodisc.fr snepmusique.com                                 |
| Griechenland (IFPI)                                                                          | —          | Gold1      | —              | —           | 15.000       | Einzelnachweise                                             |
| Hongkong (IFPI/HKRIA)                                                                        | —          | —          | 3× Platin3     | —           | 60.000       | Einzelnachweise                                             |
| Indonesien (ASIRI)                                                                           | —          | Gold1      | Platin1        | —           | 75.000       | Einzelnachweise                                             |
| Irland (IRMA)                                                                                | —          | —          | 15× Platin15   | —           | 225.000      | Einzelnachweise                                             |
| Israel (IFPI)                                                                                | —          | Gold1      | —              | —           | 20.000       | Einzelnachweise                                             |
| Italien (FIMI)                                                                               | —          | 3× Gold3   | 8× Platin8     | —           | 890.000      | fimi.it                                                     |
| Japan (RIAJ)                                                                                 | —          | —          | 3× Platin3     | —           | 900.000      | riaj.or.jp                                                  |
| Kanada (MC)                                                                                  | —          | —          | 6× Platin6     | 2× Diamant2 | 2.600.000    | musiccanada.com                                             |
| Malaysia (RIM)                                                                               | —          | Gold1      | 3× Platin3     | —           | 175.000      | Einzelnachweise                                             |
| Mexiko (AMPROFON)                                                                            | —          | Gold1      | 3× Platin3     | —           | 850.000      | Einzelnachweise                                             |
| Neuseeland (RMNZ)                                                                            | —          | —          | 19× Platin19   | —           | 330.000      | aotearoamusiccharts.co.nz NZ2                               |
| Niederlande (NVPI)                                                                           | —          | Gold1      | 6× Platin6     | —           | 540.000      | nvpi.nl                                                     |
| Norwegen (IFPI)                                                                              | —          | 2× Gold2   | 2× Platin2     | —           | 120.000      | ifpi.no (Memento vom 5. November 2012 im Internet Archive)  |
| Österreich (IFPI)                                                                            | —          | 3× Gold3   | 3× Platin3     | —           | 205.000      | ifpi.at                                                     |
| Philippinen (PARI)                                                                           | —          | Gold1      | 6× Platin6     | —           | 260.000      | Einzelnachweise                                             |
| Polen (ZPAV)                                                                                 | —          | Gold1      | —              | —           | 50.000       | olis.pl                                                     |
| Portugal (AFP)                                                                               | —          | Gold1      | 5× Platin5     | —           | 170.000      | Einzelnachweise                                             |
| Schweden (IFPI)                                                                              | —          | —          | 3× Platin3     | —           | 280.000      | sverigetopplistan.se                                        |
| Schweiz (IFPI)                                                                               | —          | 2× Gold2   | 4× Platin4     | —           | 195.000      | hitparade.ch                                                |
| Singapur (RIAS)                                                                              | —          | —          | 7× Platin7     | —           | 105.000      | Einzelnachweise                                             |
| Spanien (Promusicae)                                                                         | —          | 2× Gold2   | 17× Platin17   | —           | 1.780.000    | elportaldemusica.es                                         |
| Südkorea (KMCA)                                                                              | —          | —          | Platin1        | —           | 30.000       | Einzelnachweise                                             |
| Taiwan (RIT)                                                                                 | —          | Gold1      | Platin1        | —           | 75.000       | Einzelnachweise                                             |
| Thailand (TECA)                                                                              | —          | Gold1      | Platin1        | —           | 75.000       | Einzelnachweise                                             |
| Tschechien (IFPI)                                                                            | —          | Gold1      | 2× Platin2     | —           | 125.000      | Einzelnachweise                                             |
| Vereinigte Staaten (RIAA)                                                                    | —          | 2× Gold2   | 16× Platin16   | Diamant1    | 22.485.000   | riaa.com                                                    |
| Vereinigtes Königreich (BPI)                                                                 | 4× Silber4 | 6× Gold6   | 15× Platin15   | —           | 7.045.000    | bpi.co.uk                                                   |
| Insgesamt                                                                                    | 5× Silber5 | 57× Gold57 | 205× Platin205 | 4× Diamant4 |              |                                                             |